# 于震 (宣統進士)
于震（？年—？年），字慎如，直隸省永平府灤州人，宣統三年進士。

## 生平
- 光緒三十三年（1907年）春，入學北洋大學堂工科土木工學門乙班生[4]，宣統二年畢業。
- 北洋大學堂預備班學生畢業，獎勵作為舉人[5]。
- 宣統三年三月，學部會考北洋大學堂畢業學生，得76.08分，列優等[6]
- 宣統三年四月，賞給進士出身，改為翰林院庶吉士[7]。